# Шарадзе, Омари Хасанович
Ома́ри Хаса́нович Шара́дзе (26 ноября 1941, с. Гонио, Аджарская АССР — 26 ноября 2021, Нижний Новгород) — советский и российский политический и хозяйственный деятель. Председатель Горьковского (Нижегородского) горисполкома (1990—1991), народный депутат России (1990—1993).

## Биография
Родился в селе Гонио Хелвачаурского района в семье учительницы и ветеринарного врача.
В 1964 году окончил Ленинградский институт инженеров железнодорожного транспорта. Работал на Горьковской железной дороге дежурным по станции, маневровым, станционным диспетчером, с 1968 года — заместитель начальника станции Горький-Сортировочный, старшим инженером станции Горький-Московский, с 1973 — начальником станции Зелецино (Кстово). С 1979 года — начальник отдела движения, затем заместитель начальника (с 1979), начальник Горьковского отделения Горьковской железной дороги (1983—1990).
В 1990—1993 годах — народный депутат РСФСР/РФ, входил в состав фракции «Смена» («Новая Политика»). Одновременно в 1990—1991 возглавлял Горьковский горисполком — был избран на конкурсной основе на сессии горсовета 27 апреля 1990 года; оставил пост 26 декабря 1991 года в связи с прекращением полномочий горисполкома.
С декабря 1991 по 1999 — начальник Горьковской железной дороги. Был депутатом Нижегородского областного законодательного собрания. В 1990-е годы президент и спонсор местного футбольного клуба «Локомотив».
С 1999 года — директор филиала Центра наукоёмких технологий МПС РФ, затем занимался бизнесом; был президентом ЗАО «Русский лес».
В 2016 году зарегистрирован кандидатом в депутаты Законодательного собрания Нижегородской области шестого созыва.
Скончался 26 ноября 2021 года в свой 80-й день рождения.
Был женат, имел двоих сыновей.

## Память
Именем Омари Шарадзе в 2022 году названа площадь в Нижнем Новгороде, в 2023 году на ней открыли бюст Шарзаде (скульптор А. Щитов)